# Convencions de nominació presidencials

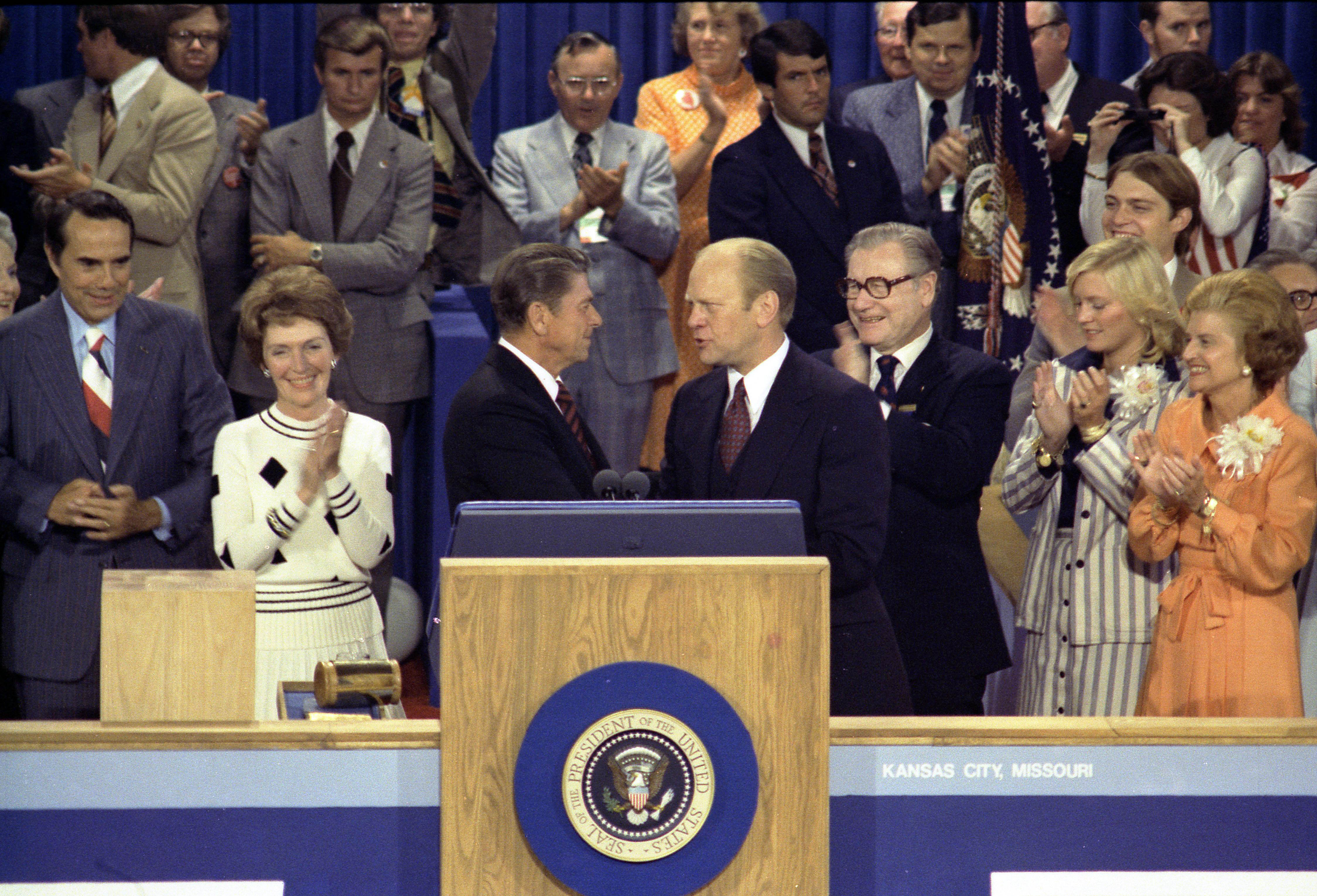
El president en funcions Gerald Ford nominat en la Convenció Nacional Demòcrata de 1976 i l'aspirant Ronald Reagan en l'última convenció disputada de la història dels Estats Units

En el sistema electoral dels Estats Units una convenció de nominació presidencial és una convenció política que pren lloc cada quatre anys als Estats Units i que organitzen la majoria dels partits polítics que presentaran candidats a l'elecció presidencial subsegüent. El propòsit formal de la convenció és nominar els candidats a president i vicepresident, així com adoptar la declaració de principis i objectius coneguts com a plataforma de partit. També s'hi adopten les regles per a les activitats del partit, incloent-hi el procés de nominació del cicle d'eleccions següent.
Des de 1968, gràcies a la Comissió McGovern-Fraser, el procés, que abans el realitzaven els membres de partits, ara es basa en el resultat de les eleccions primàries i caucus, eleccions indirectes on els vots als candidats serveixen per seleccionar delegats. Els resultats de les eleccions comprometen els delegats a votar per un candidat en particular. Tot i que pot hi haver delegats no compromesos o superdelegats, aquests són minoria.
En la majoria dels casos només arriba un candidat a la convenció (els altres abandonen les seves campanyes a poc a poc en veure que no aconseguiran prou delegats durant les eleccions primàries), i les convencions i la votació mateixa són només un acte cerimonial. Quan això no és el cas, i hi arriben més d'un candidat amb la possibilitat de guanyar, la convenció es converteix en "convenció disputada" (consteted convention en anglès), i els candidats proven d'aconseguir prou suport dels candidats no compromesos per a rebre la majoria absoluta de delegats abans de la primera votació. Si això no és possible, i durant la primera votació no surt cap candidat amb majoria absoluta, els delegats compromesos tenen la llibertat de votar pel candidat que vulguin en una segona votació i la convenció es coneix com a "convenció negociada" (brokered convention). Les negociacions continuen i les votacions es repeteixen fins que un candidat aconsegueixi la majoria absoluta dels vots.
Hi ha dues convencions principals, la Convenció Nacional Demòcrata i la Convenció Nacional Republicana, tot i que els partits minoritaris també elegeixen els seus candidats en convencions.